# Ћерамиџија
Ћерамиџија је мајстор занатлија који се бави производњом ћерамиде (земљани кровни прекривач).

## Процес прављења
Ћерамиџија израђује ћерамиду, у процесу који се састоји од више операција. Квалитетна и одговарајућа земља иловача се кваси и меша, након тога се исеку комади одговарајуће величине који се стављају у дрвени полукружни калуп. Ћерамида се простире, суши и пече у ћерамиџиници (специјална рупа у земљи за печење). 
У процесу  производње учествује више (типова) радника: 
- мајстор - он реже ћерамиду
- радник који је помоћни мајстор
- радник у промету

У раније време служила је за покривање кућа, а данас се углавном користи у декоративне сврхе.

## Занимљивост
Почетком 1889. године у Србији је било 148 грнчара мајстора, од тога у Нишавском округу чак 38. Циглара, црепара и ћерамиџија 1015 и од њих чак 864 из Пиротског и Нишавског округа.